# Петражицький Лев Йосипович
Петражицький Лев Йосипович (пол. Leon Petrażycki; 13 квітня 1867, Колонтаєво, Вітебська губернія — 15 травня 1931, Варшава) — російський і польський учений, правознавець, соціолог, філософ, депутат першої Державної думи.

## Біографія
Виходець з польської дворянській сім'ї. Народився 13 квітня 1867 р. у родовому маєтку Колонтаєво Вітебської губернії.
Закінчив юридичний факультет Київського Імператорського університету Св. Володимира, згодом стажувався в Німеччині, де і вийшли його перші праці німецькою мовою.
Після повернення до Росії викладав спочатку в імператорському Училищі правознавства. У 1898 р. йому було присвоєно вчений ступінь доктора римського права. У 1898—1918 рр.. очолював кафедру енциклопедії права в Петербурзькому університеті. За спогадами, слухати його лекції було важко через сильний польський акцент і ораторську слабкість, в той же час в силу оригінальності свого змісту вони були дуже популярні.
У 1905 р. на установчому з'їзді партії кадетів обраний до її ЦК. Від цієї ж партії був обраний до Державної Думи. Після розгону Думи Петражицкий підписав «Виборзьку відозву», в результаті чого був засуджений на три місяці тюремного ув'язнення і позбавлений політичних прав.
У 1921 році він емігрував до Польщі, де очолив кафедру соціології Варшавського Університету.
Покінчив життя самогубством 15 травня 1931 Рукописи останніх років життя пропали під час воєнних дій 1944 р. у Варшаві.

## Наукова діяльність

### Погляди на психіку людини
Наука, на його думку, повинна вивчати саме участь людини у різних процесах життя, тобто психічну діяльність індивідуального характеру. Петражицький заперечував об'єктивний, природно-історичний характер суспільних відносин. Зміст будь-якого соціального явища полягає не в об'єктивному відношенні, «воно існує реально в психіці того, хто вивчає його, переживає в дану хвилину». Даний погляд він застосовував при аналізі найрізноманітніших явищ — права, влади, ідеалу, покарання і т. д. Л. І. Петражицький створив «емоційну» психологію і на цій основі відбив своє розуміння соціального світу. Показав недоречність натуралістичного редукціонізму. Особливе значення він надавав ролі емоцій як автономному, нормативному, домінуючому чиннику соціального поведінки. "Емоції, — вважав Л. І. Петражицький, — є генетичною основою нашої психіки. Воля, почуття, інтелект — це продукти еволюції емоцій. Завдяки взаємодії індивідів утворюється новий ефект — групова, «народна психіка» з її «нормами — законами», які й визначають мотивацію ".

### Правознавство
Перші роботи Л. І. Петражицького були присвячені цивільному праву. Але поступово його дослідження переходять в область загальної теорії права. Автор психологічної теорії права. Л. І. Петражицький дає наступне визначення права: ми під правом в сенсі особливого класу реальних феноменів, будемо розуміти ті етичні переживання, емоції, які мають атрибутивно-імперативний характер.
На думку Петражицького, людина під впливом емоцій схильна приписувати якомусь зовнішньому авторитету, собі та іншим людям різні права і обов'язки, проектуючи на них свої внутрішні переконання з приводу того, як слід вчинити в тій чи іншій ситуації. Довгий час, пояснював Л. І. Петражицький, взаємодія «норм — законів», інститутів і поведінки людей здійснювалася несвідомо, але з виникненням соціології з'явилася можливість вести людство свідомо, шляхом особливої «політики права».
З точки зору Петражицького філософія права розпадається на дві самостійні науки: теорію права і політику права. Теорія права повинна бути позитивною наукою, без будь-яких елементів ідеалізму і метафізики. Політика права як прикладна дисципліна покликана з'єднати знання про право із суспільним ідеалом, тобто представити наукове рішення проблеми, що становила зміст колишніх природно-правових вчень.

#### Емоційна теорія права
Право, на думку Петражицького, походить з психіки людини, його джерелом є емоції. Вони є моторним елементом психіки і змушують людей робити певні вчинки. Є два види емоцій: моральні і правові.
Моральні емоції є однобічними і зв'язаними з усвідомленням людиною свого обов'язку, або почуття вини. Норми моралі — це внутрішні імперативи. Зовсім інша справа — правові емоції. Почуття обов'язку супроводжується в них уявленням про правомочності інших осіб, і навпаки. «Наше право є таким, що закріплене за нами, що належить нам — як наше добро — обов'язок іншої особи». Правові емоції є двосторонніми, а виникаючі з них правові норми носять атрибутивно-імперативний характер.
Правовими Петражицький вважав будь-які емоційні переживання, пов'язані з уявленнями про взаємні права і обов'язки і прагнув знайти універсальну формулу права, яка охоплювала б різні типи праворозуміння, відомі історії. Завданням своєї концепції вчений вважав простежити формування юридичних норм у правосвідомості.
Численні правові норми, створювані індивідами, неминуче вступають у протиріччя одні з одними, вказував Петражицький. На ранніх етапах історії способом їхнього забезпечення виступало самоуправство, тобто захист порушеного права самим індивідом або групою близьких йому осіб. З розвитком культури правовий захист і репресія упорядковуються: виникає система фіксованих юридичних норм у формі звичаїв і законів, з'являються установи суспільної влади (суд, органи виконання покарань тощо).
Розвиток звичаїв і законодавства разом з тим не витісняє повністю індивідуальні правові переживання, стверджував Петражицький. У сучасних державах поряд з офіційно визнаним правом існує, на його думку, безліч систем інтуїтивного права: «Інтуїтивних прав стільки, скільки індивідів», — підкреслював Петражицький.

#### Інтуїтивне й офіційне (позитивне) право
Петражицький запропонував поділ права на «інтуїтивне» і «офіційне» («позитивне»).
Офіційне— санкціоноване державою, воно відстає у своїй зміні від змін духовного, економічного та соціального життя, тоді як інтуїтивне — вільно змінюється відповідно до соціокультурних зрушень. В результаті цих зрушень виникає певна норма, але це не законодавча норма, а психічна. Норма, вважав учений,- це психічна діяльність людини. Право існує остільки, оскільки люди переживають його як право. Якщо явище не переживається як право, це означає, що права нема.
Теорія Петражицького безмежно розширювала поняття права («яке, не будучи встановлено законом, фактично виконується»), у ньому — два види права— 1) право звичаїв предків, традицій, старовини і 2) право сучасних звичаїв, «загальноприйнятого»; право судової практики, що також одержує в психіці людей значення нормативного факту; міжнародне право. Крім цих видів права, виділяв так зване «книжкове право», яке є результатом засвоєння та використання цих видів права, до нього належать: «право прийнятих у науці думок», «право юридичної експертизи», «право юридичних приказок і прислів´їв».
Інтуїтивне право — це результат психічного переживання людей, яке є скрізь, де присутні імперативно-атрибутивні переживання.
Позитивне право (закріплене у законах, кодексах та інших актах нормативного характеру) — це теж результат психічного переживання людей, але на відміну від інтуїтивного, це переживання осіб владних повноважень та проєкція цих переживань у відповідні законодавчі акти. Отже, в основі всякого права лежать правові переживання. Але якщо інтуїтивне право, яке виникло в результаті переживання багатьох осіб, не відображено в нормах позитивного права, то емоції, проєкції владних осіб за певних умов об´єктивуються в нормах позитивного права.
Співвідношення інтуїтивного й офіційного права, за теорією Петражицького, в кожній країні залежить від рівня розвитку культури, стану народної психіки. Він підкреслював неприпустимість піднесення інтуїтивного права навіть найбільш освічених соціальних класів до масштабу оцінки чинних законів. Реформи законодавства необхідно проводити лише на основі наукових знань. Для цього Петражицький розробив проект створення особливої наукової дисципліни — політики права..
Психологічна теорія походження держави також багато в чому заснована Петражицьким. У ній поява держави (як і права) пояснюється проявом властивостей людської психіки: потреби підкорятися, керувати, наслідувати і т. д. Науковець протиставляв «службову» і «панську» владу.

#### Політика права
Досліджуючи цивільне право під кутом зору відродження природного права, Петражицький обґрунтував необхідність створення в межах правознавства «політики права» — нової науки, яка б вивчала психічні особливості правового регулювання людської поведінки на основі глибокого проникнення в особливості її мотивації та специфіку розвитку людського характеру. Петражицький вважав, що законодавча політика як основа нової науки, покликаної слугувати прогресові й удосконаленню існуючого правопорядку, має спиратися на методологічні розробки природно-правових проблем. Політика права має своїм завданням очищення психіки людей від антисоціальних нахилів і спрямування їх поведінки на досягнення спільного блага.
Базис нової науки він вбачав у становленні й розвитку правової педагогіки. Неодмінними умовами створення такої науки є виявлення природи політико-правового мислення, раціональне вивчення масової та індивідуальної поведінки, вдосконалення людської психіки щодо очищення від антисоціальних схильностей.

### Наукова школа
Теорія, висунута Л. Петражицьким на початку ХХ століття, була перейнята його послідовниками, її основні положення знайшли відображення у вітчизняній і світовій філософсько-правовій, психологічній і соціальній думці, так як дали змогу з'ясувати мотиваційні особливості права.
Безпосередніми учнями Петражицкого, що зазнали впливу його ідей, стали такі вчені зі світовими іменами, як П. А. Сорокін, Г. Д. Гурвич, Н. С. Тімашов, радянський правознавець А. Рейснер, а також майбутній глава Тимчасового уряду А. Ф. Керенський.

## Основні праці
- Die Fruchtvertheilung beim Wechsel der Nutzungsberechtigten vom Standpunkt des positiven Rechts und der Gesetzgebung]: drei civilrechtliclie Abhandlungen / von Leo v. Petražycki. — Berlin: Müller, 1892. — XI, 268 с.
- Die Lehre vom Einkommen. — Berlin, 1893—1895. — Bd 1-2.
- Права добросовісного власника на доходи з точок зору догми і політики цивільного права]. — С.-Петербург: Друкарня М. М. Стасюлевича, 1897. — 435 с., [XII].
  - Сучас. вид. — Права добросовісного власника на доходи з точок зору догми і політики цивільного права [Архівовано 30 січня 2020 у Wayback Machine.] / Л. І. Петражицький; [Моск. держ. ун-т ім. М. В. Ломоносова. Каф. гражд. права юрид. фак.]. — М.: Статут, 2002. — 424, [1] с. — (Класика російської цивілістики) (BONA FIDES в цивільному праві). ISBN 5-8354-0102-7
- Петражицький Л. Архівована копія. — 220 с. Архівовано з джерела 24 вересня 2011
- Нариси філософії права. Вип. 1. Основи психологічної теорії права. Огляд та критика сучасних поглядів на істота права. — С.-Петербург: Друкарня Ю. Н. Ерліх, 1900. — 138 с.
- Введение в изучение права и нравственности: Эмоциональная психология. 3-е изд. — С.-Петербург: Типография Ю. Н. Эрлих, 1908. — 266 с., [XIII] [Архівовано 8 серпня 2016 у Wayback Machine.].
  - Сучас. вид. — Вступ до вивчення права і моральності: емоційна психологія / Л. І. Петражицький. — Вид. 2-е. — М.: URSS, cop. 2010. — 311 с. — (З спадщини світової філософської думки. Соціальна філософія). ISBN 978-5-397-01733-6
- Мова професора Л. І. Петражіцкаго, депутата 1-ї Державної думи: за стенографічного звіту / Партія народної свободи. — Санкт-Петербург: Тип. Б. М. Вольфа, 1907. — 16 с.
- Теорія права і держави в зв'язку з теорією моральності. [Архівовано 23 січня 2022 у Wayback Machine.] [Том 1 — 2] / Л. І. Петражицький. — С.-Петербург: Друкарня СПб акц. заг. «Слово», 1907. — 656 с. (2-е вид., Испр. І доп. — С.-Петербург: Друкарня М. Меркушева, 1910. Том 1. — 318 с.; Том 2. — С.: 317—758.).
  - Сучас. вид. — Теорія права і держави в зв'язку з теорією моральності / Л. І. Петражицький; С.-Петерб. держ. ун-т. Юрид. і специал. фак., Журн. «Правознавство». — СПб.: Лань, 2000. — 606, [1] с. — (Класики історії та філософії права). ISBN 5-8114-0224-4; М.: Російська політична енциклопедія (РОССПЕН), 2010. — 798 с. ISBN 978-5-8243-1202-7
- Університет і наука. Досвід теорії і техніки університетського справи та наукового самоосвіти. З додатками: про вищих і спеціальних навчальних закладах та про середню освіту. — СПб., 1907. — Т. 1-2.
- Критика мого «Введення у вивчення права і моральності», написана проф. В. І. Сергійовичем [Текст] / Л. І. Петражицький. / / Журнал Міністерства юстиції. — 1909. — № 9. Листопад. — С. 152—198.
  - Пояснення проф. Сергійовича з приводу його критики. — С.-Петербург: Тип. т-ва «Громадська користь», 1910. — 90 с.
- Акції: Біржова гра і теорія економічних криз. Том перший, Про акціонерне справі і типових помилках при оцінці шансів невідомою прибутку. — С.-Петербург: Друкарня М. Меркушева, 1911. — 307 с., [X].
- До питання про соціальне ідеалі і відродженні природного права: Окремий відбиток з журналу «Юридичний Вісник» 1913 р., кн. II. — Москва, 1913. — 57 с.
- Про ритуальних вбивствах і справу Бейліса. — С.-Петербург: Друкарня т-ва «Громадська Користь», 1913. — 32 с.
- Про жіноче рівноправ'я. — Петроград: Друкарня М. Меркушева, 1915. — 16 с.
- Нові підстави логіки і класифікація наук [Текст] / Л. І. Петражицький; Пер. з польськ. А. В. Бабанов; Наук. ред. пров. Є. В. Тимошина. / / Російський щорічник теорії права, 2008. № 1. — СПб.: ТОВ «Університетський видавничий консорціум» Юридична книга ", 2009. — С. 825—846.
- Петражицький Л. І. Теорія і політика права. Вибрані праці / наук. ред. Є. В. Тимошина. СПб.: «Університетський видавничий консорціум» «Юридична книга» ", 2011. 1031 с.